# Acte locutoire
 (mai 2017).
Si vous disposez d'ouvrages ou d'articles de référence ou si vous connaissez des sites web de qualité traitant du thème abordé ici, merci de compléter l'article en donnant les références utiles à sa vérifiabilité et en les liant à la section « Notes et références ».
Un acte locutoire, en linguistique et dans la philosophie de l'esprit, est le fait de produire un énoncé, et donc un acte de langage. Le terme fait autant référence au sens superficiel d’un énoncé, parce que, selon l’œuvre posthume de John Langshaw Austin How To Do Things With Words (« Quand dire c’est faire »), un acte de langage devrait être analysé comme un acte locutoire (c'est-à-dire l’énoncé à proprement parler et son sens prétendu, comprenant d’actes  phonétiques, phatiques et rhétiques qui correspondent aux aspects verbaux, syntaxiques et sémantiques de n’importe quel énoncé qui a du sens. L'acte locutoire ou la dimension locutoire correspond donc au sens premier de l'énoncé), de même qu’en tant que fonction illocutoire (la sémantique de la « fonction illocutoire » de l’énoncé, donc son sens réel recherché), et dans certains cas plutôt en tant que fonction perlocutoire (c'est-à-dire son effet réel, qu’il soit recherché ou non).
Par exemple, lorsqu’on dit « N’allez pas dans l’eau » (acte locutoire avec des caractéristiques phonétiques, syntaxiques et sémantiques distinctes), il s’agit de vous avertir de ne pas aller dans l’eau (fonction illocutoire), et si l’on tient compte de ce conseil, vous ne voudrez pas aller dans l’eau (fonction perlocutoire). Cette taxonomie des actes de langage a été léguée à John Searle, l’élève d’Austin à Oxford  qui est par la suite devenu une figure influente de la théorie de l’acte de langage.